# Meng Zhao Juan
Pour les articles homonymes, voir Juan.
Meng Zhao Juan (née le 14 décembre 1989) est une coureuse cycliste hongkongaise. Trois fois championne de Hong Kong sur route de 2014 à 2016, elle a été médaillée de bronze du championnat d'Asie sur route en 2015.

## Palmarès sur piste

### Championnats du monde
- Pruszków 2009
  - 10e de la vitesse par équipes
- Copenhague 2010
  - 10e de la vitesse par équipes
- Apeldoorn 2011
  - 12e de la vitesse par équipes
  - 16e de la poursuite par équipes
  - 17e du keirin
  - 27e de la vitesse
- Melbourne 2012
  - 13e de la poursuite par équipes
  - 19e de l'omnium
- Saint-Quentin-en-Yvelines 2015
  - 14e de la poursuite par équipes
  - 15e de la vitesse par équipes
- Hong Kong 2017
  - 11e de l'américaine[1]

### Championnats d'Asie
- Charjah 2010
  -  Médaillée de bronze de la vitesse par équipes
- Nakhon Ratchasima 2011
  -  Médaillée de bronze de la vitesse par équipes
  -  Médaillée de bronze de la poursuite par équipes
- Astana 2014
  -  Médaillée de bronze de la poursuite par équipes
- Nakhon Ratchasima 2015
  -  Médaillée d'argent de la poursuite par équipes
- New Delhi 2017
  -  Championne d'Asie de l'américaine (avec Pang Yao)
  -  Médaillée de bronze de l'omnium

### Championnats nationaux
- Championne de Hong Kong de poursuite par équipes en 2013
- Championne de Hong Kong du scratch en 2015
- Championne de Hong Kong de vitesse en 2015
- Championne de Hong Kong de keirin en 2015
- Championne de Hong Kong de vitesse par équipes en 2015

## Palmarès sur route
- 2011
  - 3e du championnat de Hong Kong sur route
- 2012
  - 2e étape du Tour de l'île de Zhoushan
  - 3e du Tour de l'île de Zhoushan
  - 5e du championnat d'Asie sur route
- 2013
  - 3e du championnat de Hong Kong sur route
- 2014
  -  Championne de Hong Kong sur route
  - Tour de Thaïlande :
    - Classement général
    - 2e et 3e étapes
- 2015
  -  Championne de Hong Kong sur route
  - Tour de Thaïlande :
    - Classement général
    - 3e étape

  -  Médaillée de bronze du championnat d'Asie sur route
- 2016
  -  Championne de Hong Kong sur route